# Francesc Malgosa Riera
Francesc Malgosa Riera (Tarrasa, 16 de agosto de 1926-Barcelona, 10 de julio de 2018) fue un teólogo, periodista, escritor, poeta y sacerdote español, cofundador de "Catalunya Cristiana".

## Biografía
Tras su ingresó en el Seminario diocesano, se ordenó sacerdote el 4 de marzo de 1951 en la parroquia barcelonesa de San José Oriol. Su primer destino pastoral le llevó a Sant Joan d’Horta, donde fue coadjutor. En 1952 trabajó, también como coadjutor, en Santa María de Olesa de Montserrat y en San José de Mataró, y tres años después en la parroquia barcelonesa de San Miguel del Puerto. Rector de la parroquia de San Martín de Montnegre (1956-1987), ocupó la rectoría de San Martín de Mosqueroles (1987) y trabajó en la parroquia de San Martín de Sant Celoni. Posteriormente fue administrador apostólico de San Juan de Campins (1994), San Julián del Montseny (1995) y San Juan de Campins (1999).
El 15 de junio de 2004, se incardinó en la recién creada diócesis de Tarrasa. Destinado en la parroquia de San Martín del Montnegre, su último encargo pastoral se desarrolló en diversas parroquias del Montseny hasta su jubilación en 2010. Se trasladó a Barcelona, donde vivió hasta su fallecimiento en la residencia sacerdotal de San José Oriol. Ha donado su cuerpo a la ciencia.

### Catalunya Cristiana
En 1979, Joan E. Jarque le comentó la idea de editar un seminario cristiano que reflejara la vida de la Iglesia en Cataluña. Malgosa tardó "treinta segundos en darle un sí, que brotó firme y al mismo tiempo tímido y tembloroso de lo más profundo de mi yo", según afirmó al comentar el origen de la revista, de la que fue cofundador y subdirector desde los comienzos de la revista en 1979 hasta 1993, en que tanto Jarque como él fueron sustituidos por Manuel Valls y Jaume Planas.